# SM Tb 77 T
SM Tb 77 T – austro-węgierski torpedowiec z okresu I wojny światowej typu Tb 74 T. Po wojnie służył do 1939 roku w marynarce Jugosławii pod nazwą T 2.

## Służba
SM Tb (Torpedowiec Jego Cesarskiej Mości) 77T został wodowany 30 stycznia 1914 roku jako czwarty okręt swojego typu. Wszedł do służby w marynarce Austro-Węgier 11 sierpnia 1914 roku i służył aktywnie podczas I wojny światowej. 21 maja 1917 roku nazwę skrócono do SM Tb 77.
Okręt przetrwał wojnę, po czym w ramach podziału floty Austro-Węgier w 1920 roku przyznano go Jugosławii, dokąd trafił w 1921 roku (wraz z bliźniaczymi Tb 76T, 78T i 79T oraz czterema torpedowcami zbliżonego typu Tb 82F, stanowiąc jedyne nowoczesne okręty jugosłowiańskie). Po wcieleniu do marynarki jugosłowiańskiej otrzymał nazwę T 2. Został wycofany ze służby w 1939 roku.

## Opis
Tb 77 T wyposażony był w dwa kotły parowe typu Yarrow, które współpracowały z dwoma turbinami parowymi Parsons. Okręt uzbrojony był początkowo w dwie armaty kalibru 66 mm L/30, pojedynczy karabin maszynowy Schwarzlose oraz dwie podwójne wyrzutnie torped kalibru 450 mm. Od 1917 roku rufową armatę 66 mm mocowano na okrętach tego typu na podstawie umożliwiającej prowadzenie ognia do celów powietrznych.
W Jugosławii w okresie międzywojennym zamieniono armaty na działa uniwersalne 66 mm L/45 Skoda i dodano drugi karabin maszynowy. Załogę stanowiły 52 osoby.